# Capitulation de Vlieter
Deuxième Coalition
Batailles
Guerre de la Deuxième Coalition
- St George's Caye (navale) (09-1798)
- Nicopolis (10-1798)
- Corfou (11-1798)
- Copenhague (navale) (04-1801)
- Algésiras (navale) (06-1801)

Campagne de Hollande
- Callantsoog (08-1799)
- Vlieter (08-1799)
- Zyp (09-1799)
- Bergen (09-1799)
- Alkmaar (10-1799)
- Castricum (10-1799)

Campagne de Suisse
- Ostrach (03-1799)
- Feldkirch (03-1799)
- 1re Stockach (03-1799)
- Frauenfeld (05-1799) (en)
- Winterthour (05-1799)
- 1re Zurich (06-1799)
- Schwytz (08-1799)
- Amsteg (08-1799) (en)
- Saint-Gothard (09-1799)
- 2e Zurich (09-1799)
- Linth (09-1799) (en)
- Muten (10-1799) (ru)
- Engen (05-1800)
- 2e Stockach (05-1800)
- Moesskirch (05-1800)
- Biberach (05-1800)
- Erbach (05-1800)
- Höchstädt (06-1800)
- Ampfing (12-1800)
- Hohenlinden (12-1800)

Campagne d'Égypte
- Malte 1 (06-1798)
- Malte 2 (06-1798)
- Alexandrie (07-1798)
- Chebreiss (07-1798)
- Pyramides (07-1798)
- 1re Aboukir (08-1798)
- Salheyeh (08-1798)
- Malte 3 (09-1798)
- Sédiman (10-1798)
- Caire (10-1798)
- Samanouth (01-1799)
- El Arish (02-1799)
- Syène (02-1799)
- Jaffa (03-1799)
- Saint-Jean-d'Acre (03-1799)
- Mont-Thabor (04-1799)
- 2e Aboukir (07-1799)
- Damiette (11-1799)
- Héliopolis (03-1800)
- 3e Aboukir (03-1801)
- Mandora (03-1801)
- Canope (03-1801)
- Fort Jullien (04-1801)
- Le Caire (06-1801) (en)
- Alexandrie (08-1801)

2e Campagne d'Italie
- Vérone (03-1799)
- Magnano (04-1799)
- Cassano (04-1799)
- Mantoue (04-1799)
- Bassignana (05-1799)
- 1re Marengo (05-1799) (en)
- Modène (06-1799) (en)
- Trebbia (06-1799)
- 2e Marengo (06-1799) (en)
- Novi 1 (08-1799)
- Rome (09-1799)
- Mannheim (09-1799) (en)
- Novi 2 (10-1799) (en)
- Genola (11-1799)
- Gênes (04-1800)
- Sassello (04-1800) (en)
- Fort Bard (05-1800)
- Verceil (05-1800)
- Turbigo (05-1800)
- Montebello (06-1800)
- 3e Marengo (06-1800)
- Pozzolo (12-1800)

La capitulation de Vlieter (également connue sous le nom d'Incident de Vlieter) est un épisode de l'invasion anglo-russe de la Hollande qui s'est déroulé le 30 août 1799 entre la marine de la République batave et la Royal Navy britannique. L'évènement a eu lieu sur un banc de sable baptisé De Vlieter, situé à proximité du chenal séparant l'île de Texel et le continent, en Hollande-Septentrionale. Il s'est traduit par la reddition de la flotte batave composée de 632 canons et 3 700 hommes à l'amiral Mitchell sans qu'un seul coup de feu ne soit tiré, laissant le champ libre aux Britanniques pour débarquer au nord de la péninsule.

## Déroulement
À la suite de la Révolution batave en 1795, qui marqua la disparition des Provinces-Unies au profit de la République batave, de nombreux officiers orangistes quittèrent la marine. Une escadre, qui devait escorter une armée composée de quelque 5 000 hommes placés sous le commandement du général Daendels vers Java fut rassemblée à proximité de Den Helder. 
Un officier naval orangiste qui avait quitté la flotte en 1795, Carel Hendrik Ver Huell, prit contact avec Van Braam et un autre capitaine, Theodorus Frederik van Capellen pour mettre sur pied une mutinerie à bord des navires de l'escadre. À peu près au même moment, une coalition de troupes britanniques et russes débarqua des troupes en Hollande-Septentrionale ce qui marqua le début de la Campagne de Hollande.
Les équipages des navires de guerre bataves étaient en mesure de voir qu'au loin, des drapeaux orange étaient en train d'être hissés sur les forts et les clochers du Helder, en signe d'allégeance à la Maison d'Orange-Nassau. La mutinerie éclata sur plusieurs navires, dont le Leyden dirigé par Van Braam. Van Braam avoua par la suite qu'il aurait pu facilement écraser la mutinerie, mais qu'il décida de ne rien faire. Cependant, il mit en garde son commandant, le vice-amiral Samuel Story, de l'« urgence de la situation » à bord des autres navires de la flotte.
Confronté à un ultimatum britannique d'un côté, et à une mutinerie sur son navire de l'autre, le vice-amiral Story prit la décision de rendre son escadron à la flotte britannique le 30 août 1799. Cette capitulation constitua un tel choc pour la flotte britannique qu'elle ne joua plus aucun rôle dans les guerres révolutionnaires et napoléoniennes par la suite.
Van Braam, Story, et d'autres officiers furent constitués prisonniers de guerre et envoyés en Angleterre. Ils furent libérés à la suite de la paix d'Amiens en 1802. Cependant, ils ne retournèrent pas en Hollande, et furent condamnés par une cour martiale néerlandaise en 1803, accusés de désertion, refus de devoir et déloyauté. Ils furent également accusés de parjure (pour ne pas avoir respecté leur serment de loyauté). En conséquence, ils furent bannis à vie de la Hollande, sous peine de mort (par fusillade dans le cas de Van Braam).

## Liste des navires bataves qui se sont rendus
L'escadre de l'amiral Samuel Story ne comprend qu'une partie de la flotte batave. À Amsterdam stationnaient quatre navires de 74 canons et deux de 64 canons ; à Hellevoetsluis un de 74 canons et sept de 64 canons, en plus de plusieurs frégates et bricks.
| Navire     | Canons | Commandant   | Notes                           |
| ---------- | ------ | ------------ | ------------------------------- |
| Washington | 74     | Van Capellen | Navire de ligne, navire-capital |
| Cerberus   | 64     | De Jong      | Navire de ligne                 |
| De Ruyter  | 64     | Huijs        | Navire de ligne                 |
| Gelderland | 64     | Waldeck      | Navire de ligne                 |
| Leyden     | 64     | Van Braam    | Navire de ligne                 |
| Utrecht    | 64     | Kolff        | Navire de ligne                 |
| Batavier   | 50     | Van Senden   | Navire de ligne                 |
| Beschermer | 50     | Eilbracht    | Navire de ligne                 |
| Mars       | 44     | De Bock      | Frégate                         |
| Amphitrite | 40     | Schutter     | Frégate                         |
| Ambuscade  | 32     | Riverij      | Frégate                         |
| Galathea   | 16     | Droop        | Brick                           |